# Ouénou (N'Dali)
Pour les articles homonymes, voir Ouénou.
Ouenou est l'un des cinq arrondissements de la commune de N'dali dans le département du Borgou au Bénin.

## Géographie
L'arrondissement de Ouenou est situé au nord-est du Bénin et compte 5 villages que sont Bouyerou, Ouenou, Ouenou-peulh, Tamarou et Wereke.

## Démographie
Selon le recensement de la population de 2013 conduit par l'Institut national de la statistique et de l'analyse économique (INSAE), Ouenou compte 22 291 habitants  .